# Izraelská vlajka

Izraelská vlajka
Poměr stran: 8:11

Izraelská námořní vlajka
Poměr stran: 2:3

Izraelská námořní válečná vlajka
Poměr stran: 2:3

Vlajka Izraele je tvořena dvěma modrými pruhy podél horního i dolního okraje listu na bílém podkladu (pruhy jsou v poměru šířek 3:5:16:5:3), s modrou šesticípou Davidovou hvězdou (Davidovým štítem) tvořenou dvěma přetínajícími se trojúhelníky uprostřed.
Bílá a modrá jsou barvy židovských bohoslužebných látek a znamenají v nové interpretaci čistotu sionistických ideálů a oblohy.
Vlajka byla zavedena roku 1948, předlohou jí byla vlajka sionistického hnutí z roku 1891, schválená na kongresu v Basileji roku 1897.
Všechny izraelské vlajky s nápisy mají přední, lícové strany umístěné vlevo od žerdi – vexilologický symbol .

Rozměry izraelské vlajky

## Dějiny vlajky
Jako první s myšlenkou bílé a modré jako izraelských národních barev podle všeho přišel rakousko-židovský básník a spisovatel narozený v Čechách Ludwig August von Frankl v básni Civ‘ej ‘Erec Jehuda (Barvy judské země), kterou napsal roku 1864 po návštěvě Jeruzaléma. Praktického využití se tyto národní barvy dočkaly až během první alije. Spisovatel Mordechaj ben Hilel ha-Kohen uspořádal roku 1884 oslavu na počest stých narozenin filantropa Mošeho Montefioreho, při které "jsme poprvé odhalili před širokou veřejností naše národní barvy, protože mnozí ani nevěděli, že modrá a bílá jsou barvami našeho národa". Výběr těchto barev nebyl náhodný a odkazoval na náboženskou tradici: modrá a bílá jsou barvy židovského modlitebního pláště talitu.

## Galerie

Vlajka izraelského prezidenta Poměr stran: ~8:9
Vlajka izraelského prezidenta na moři Poměr stran: ~1:1
Vlajka izraelského předsedy vlády Poměr stran: ~20:27
Vlajka izraelských pozemních sil Poměr stran: 2:3
Vlajka izraelských obranných sil Poměr stran: ~10:13
Vlajka izraelských leteckých sil Poměr stran: 2:3
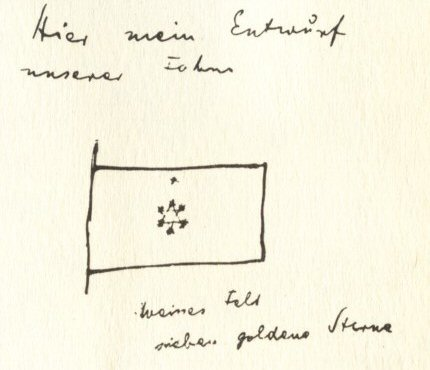
Náčrtek návrhu izraelské vlajky Theodora Herzla
Inkoustová vlajka (1949) Poměr stran: 8:11

## Pochod vlajky
Pochod vlajky (též vlajkový pochod, (hebrejsky ריקוד דגלים or ריקודגלים‎, Rikud Degalim) se koná každoročně 28. Ijaru židovského kalendáře v Jeruzalémě na počest dobytí svatého města židů izraelskými jednotkami v roce 1967 během šestidenní války. Tato akce každoročně vyvolává střety s Palestinci, protože vede na Chrámovou horu muslimskou čtvrtí Starého Města, izraelští nacionalisté přitom mávají vlajkami a často provolávají protiarabská hesla.